# Pjanići
Pjanići är ett samhälle i Bosnien och Hercegovina.   Det ligger i entiteten Federationen Bosnien och Hercegovina, i den nordvästra delen av landet, 240 km nordväst om huvudstaden Sarajevo. Pjanići ligger 305 meter över havet och antalet invånare är 3 537.
Terrängen runt Pjanići är platt åt sydväst, men åt nordost är den kuperad. Runt Pjanići är det ganska tätbefolkat, med 93 invånare per kvadratkilometer.. Närmaste större samhälle är Bihać, 19,1 km söder om Pjanići. 
Omgivningarna runt Pjanići är en mosaik av jordbruksmark och naturlig växtlighet.